# أريك دين إيلي
أريك دين إيلي هو ملك آشور من القرن 14 ق م، حسب قائمة ملوك آشور ذكرت أنه حكم لمدة 11 سنة، من سنة 1319 إلى سنة 1308 ق م. خلف الحكم من أبوه إنليل نيراري، هو الملك ال72 لآشور، وحكم لمدة 27 سنة، في عصره خاض الآشوريين حربهم ضد القبائل الشرقية من التوروكيين والكوتيين وأجبر تلك القبائل على الرجوع إلى جبل زاغروس خلفه في الحكم إبنه أداد نيراري الأول.
في عام 2011 قامت البعثة الأثرية الفرنسية بالتنقيبات في تل قصر شمامك الأثري في مدينة أربيل ، وقد عثرت البعثة على قطع فخارية كبيرة التي يعود بعضها إلى العصر الآشوري الوسيط بالإضافة إلى جزأين من مسامير الطين (مسامير الأساس) تحمل إحداها أسم الملك الآشوري أريك دين إيلي (1317‑ 1306 ق.م) وقد أعطى هذا الاكتشاف أول مؤشر على وجود السيطرة المبكرة للآشوريين على المدينة( كيليزو الآشورية ) اعتبارا من منتصف الالف الثاني ق.م.

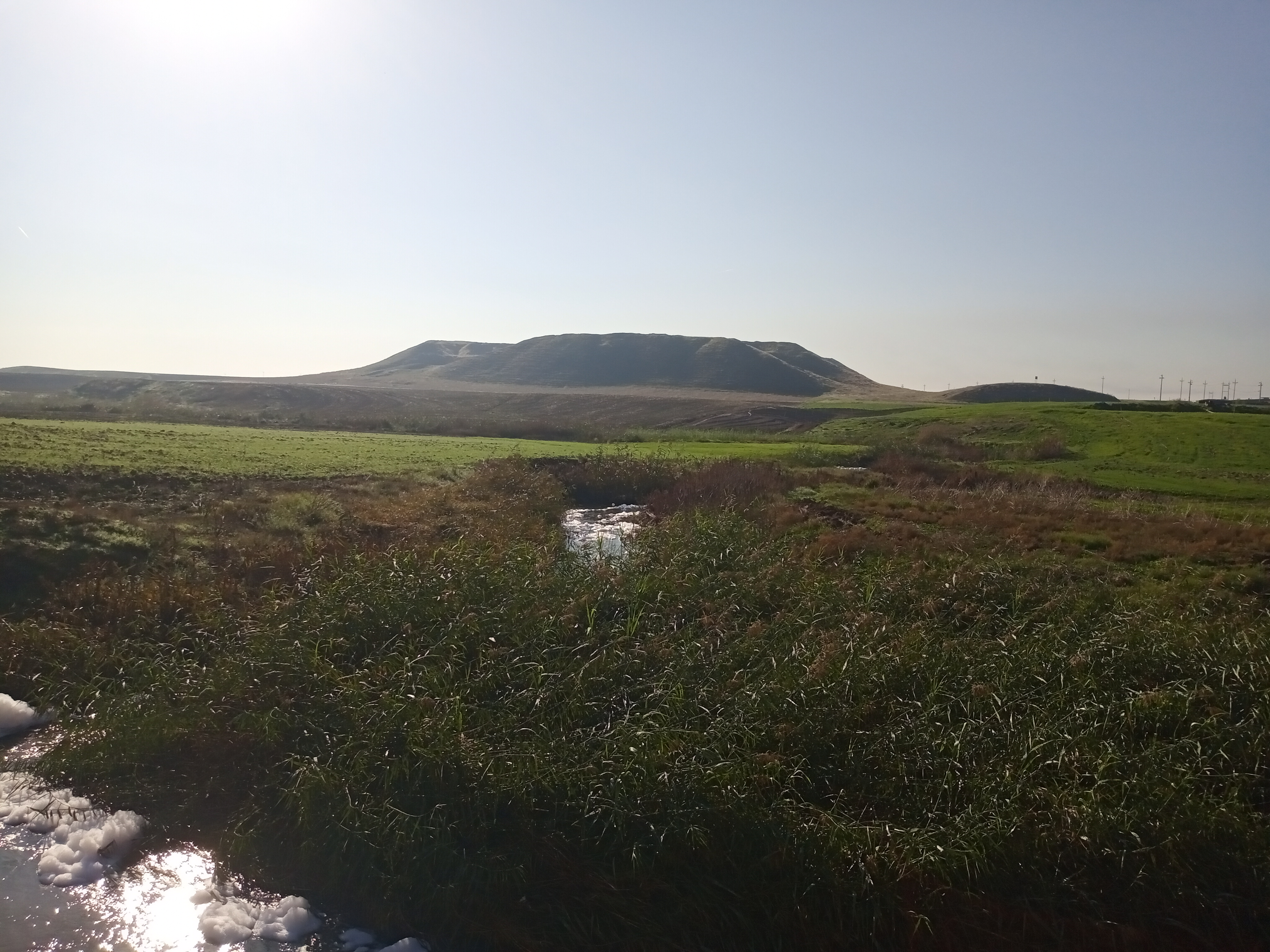
تل قصر شمامك الأثري في أربيل

## وصلات خارجية
https://ankawa.com/forum/index.php/topic,1037413.0.html